# Кантри Парк (Напуљ)
Кантри Парк (итал. Country Park) је насеље у Италији у округу Напуљ, региону Кампанија.
Према процени из 2011. у насељу је живело 1469 становника. Насеље се налази на надморској висини од 35 м.